# T-клетка
T-клетките или T-лимфоцитите принадлежат към групата на белите кръвни клетки, известни още и като лимфоцити. Играят основна роля при клетъчно опосредствания имунитет (англ. cell mediated immunity). Те се отличават от останалите типове лимфоцити, като B-клетки и NK-клетки, по наличието на специален рецептор на повърхността им, наречен T-клетъчен рецептор (англ. T-cell receptor, TCR). Съкращението T в T-клетка идва от тимус, защото това е органът, отговорен за съзряването на T-клетките. Открити са няколко групи T-клетки, всяка от които изпълнява тясно определена служба.

## Видове T-клетки

### T-клетки спомагачи

#### CD4+
CD4+, често макар и не съвсем точно наричани Т-хелпери (помощници) (TH) спомагат на другите бели кръвни клетки в имунологичния процес. Това вкючва съзряване на B-клетки към плазмени клетки и B-клетки на паметта, активиране на цитотоксични T клетки и макрофаги, както и други функции. Известни са като CD4+ T клетки, защото експресират протеина CD4 на клетъчната повърхност. Хелперните T клетки се активират след представяне на пептид на антиген от MHC клас II молекулите, които се експресират на повърхността на антиген представящи клетки (APCs). След като са активирени, те започват бързо да се делят и да секретират малки сигнални протеини наречени цитокини, които активират и/или регулират имунния отговор. Така T-клетките могат да се диференцират в няколко различни подвида като TH1, TH2, TH3, TH17 или TFH, като според това секретират и различен коктейл от цитокини и предизвикват различен тип имунен отговор. Механизмите, по които T-клетките се насочват към развитието в различен подвид, са слабо изучени, но се смята, че сигналите от антиген представящите клетки играят важна роля.

#### CD8+
CD8+ клетките известни и като цитотоксични T-клетки (TC или CTL) унищожават вирусно инфектирани или неопластично трансформирани (ракови) клетки. Те са отговорни и за отхвърлянето на трансплантираните органи. Те експтресиран на повърхността си гликопротеина CD8. Тези T-клетки разпознават своите мишени като свързват антиген представен от MHC клас I, антиген представяща молекула експресирана на повърхността на всички ядрени клетки. Чрез интерлевкин 10 (IL-10), аденозин, и други сигнални молекули синтезирани от регулаторните T-клетки, CD8+ клетките могат да бъдат приведени в състояние на анергия, което предпазва от автоимунни заболявания.

### T-клетки на паметта
T-клетките на паметта са разновидност на антиген-специфични T-клетки, които поддържат присъствие (англ. persist) в кръвообращението дълго време след преодоляване на инфекцията. Те бързо се делят и достигат голям брой ефекторни клетки при повторно представяне (англ. expose, „проявявам, представям“) на антигена, към който е специфичен за тях. По този начин се осигурява памет на имунната система към минали инфекции. T-клетките на паметта образуват две подгрупи: централни T-клетки на паметта (англ. central memory T-cells, TCM) и ефекторни T-клетки на паметта (англ. effector memory T-cells, TEM). Клетките на паметта могат да са както CD4+, така и CD8+.
T-клетките на паметта обичайно представят повърхностния протеин CD45RO.

### Регулаторни
Регулаторните (Treg), известни в миналото и като супресорни T клетки, са жизненоважни за поддържането на имунния толеранс. Тяхната основна роля е да изключат T-клетъчно медиирания имунен отговор след края на имунната реакция, както и да потискат автореактивни T-клетки избягали при негативната селекция в тимуса. Описани са два основни класа CD4+ регулаторни T клетки, в това число естествено циркулиращи Treg клетки и адаптивни Tregклетки. Естествено циркулиращите Treg (известни и като CD4+CD25+FoxP3+ Treg клетки) възникват в тимуса и са свързани с взаимодействията между развиващите се T клетки и миелоидните (CD11c+) и плазмацитоидните (CD123+) дендритни клетки, активирани от тимусен стромален лимфопоетин. Адаптивните Treg клетки (Tr1 или Th3 клетки) от своя страна може да се развият по време на нормален имунен отговор. Естествено циркулиращите Treg клетки се различават от другите T клетки по присъствието на вътреклетъчния протеин FoxP3.

### γδ
γδ-T-клетките (гама-делта-те) представляват малка популация от T-клетки, които експресират различен T-клетъчен рецептор (TКР) на повърхността си. Болшинството от T-клетки имат T-клетъчен рецептор, изграден от две гликопротеинови вериги, α- и β-ТКР вериги. При γδ-T-клетките ТКР е изграден от една γ-верига и една δ-верига. Тази група T-клетки е много по-малка – около 2% от целия T-клетъчен пул, от αβ-T-клетките, но са обилно представени в чревната мукоза, като част от популация от лимфоцити, наречени интраепителиални лимфоцити (ИЕЛ, IEL). Антигенните молекули активиращи γδ-T-клетки са все още неизяснени. Известно е, че γδ-T-клетките не са ограничени по MHC и изглежда са способни да разпознават цели протеинови молекули. Човешките Vγ9/Vδ2-T-клетки, представляващи множеството от γδ-T-клетъчната популация в периферната кръв, са уникални в своята специфичност да разпознават и да предизвикват бърз отговор към непептидни фосфорилирани изопреноидни прекурсори, наречени с общото име фосфоантигени.
Фосфоантигените се синтезират на практика от всички живи клетки. Най-често срещаните фосфоантигени при животински и човешки клетки (в това число и ракови клетки) са изопентенил фосфат (ИПФ, IPP) и неговия изомер диметилалил пирофосфат (ДМАПФ, DMAPP). Много от бактериите синтезират високо активния хидрокси-ДМАПФ. Растителните клетки синтезират и двата вида фосфоантигени.